# Paweł Tanajno
Paweł Jan Tanajno (* 17. prosince 1975, Varšava) je polský podnikatel, aktvivista a politik.
Ve volbách roku 2015 kandidoval na polského prezidenta, obdržel 0,2 % hlasů.
Roku 2018 kandidoval na primátora Varšavy, obdržel 0,42 % hlasů.
Ve volbách roku 2020 kandidoval na polského prezidenta opět, obdržel 0,14 % hlasů.